# Eliteserien 2022-2023 (pallavolo femminile)
L'Eliteserien 2022-2023, 51ª edizione della massima serie del campionato norvegese di pallavolo femminile, si è svolta dal 30 settembre 2022 al 23 aprile 2023: al torneo hanno partecipato nove squadre di club norvegesi e la vittoria finale è andata per la terza volta al Randaberg.

## Regolamento

### Formula
La formula ha previsto:
- Regular season, disputata con girone all'italiana, con gare di andata e ritorno, per un totale di diciassette turni. La squadra di formazione federale del ToppVolley Norge ha disputato solo le partite in casa ed è stata eliminata dalla classifica finale. Al termine, le prime sei squadre classificate hanno acceduto ai play-off scudetto, con le prime due ammesse direttamente alle semifinali. L'ultima squadra classificata è stata retrocessa in 1. divisjon, mentre la squadra posizionata al settimo posto ha acceduto allo spareggio promozione-retrocessione con la seconda e la terza classificata (dopo aver tolto dalla classifica le seconde squadre dei club già partecanti all'Eliteserien) della 1. divisjon.
- Play-off scudetto, organizzati con:
  - Quarti di finale, disputati, in casa della squadra terza classificata, con un girone all'italiana con partite di sola andata;
  - Semifinali, disputate al meglio delle due vittorie su tre gare;
  - Finale, disputata al meglio delle tre vittorie su cinque gare: alla squadra migliore classificata nella regular season è stata assegnata la vittoria nella prima partita della serie[2].
- Spareggio promozione-retrocessione, disputato con un girone all'italiana con partite di sola andata, in casa della squadra classificata al settimo posto della regular season: la prima classificata ha ottenuto il diritto a partecipare alla Eliteserien per la stagione successiva.

### Criteri di classifica
Se il risultato finale è stato di 3-0 o 3-1 sono stati assegnati 3 punti alla squadra vincente e 0 a quella sconfitta, se il risultato finale è stato di 3-2 sono stati assegnati 2 punti alla squadra vincente e 1 a quella sconfitta
L'ordine del posizionamento in classifica è stato definito in base a:
- Punti;
- Numero di vittorie;
- Differenza tra set vinti e persi;
- Differenza tra punti fatti e subiti;
- Numero di set vinti;
- Numero di punti fatti[2].

## Squadre partecipanti
| Club             | Stagione | Città     | Impianto         | Stagione precedente                                      |
| ---------------- | -------- | --------- | ---------------- | -------------------------------------------------------- |
| Førde            | dettagli | Sunnfjord | Førdehuset       | 5ª in Eliteserien; quarti di finale play-off scudetto    |
| KFUM Volda       | dettagli | Volda     | Sparebank1 Arena | 4ª in Eliteserien; quarti di finale play-off scudetto    |
| Koll             | dettagli | Oslo      | Kringsjåhallen   | 2ª in Eliteserien; semifinali play-off scudetto          |
| Lierne           | dettagli | Sandvika  | Liernehallen     | 1ª in 1. divisjon                                        |
| NTNUI            | dettagli | Trondheim | Dragvollhallen   | 6ª in Eliteserien; semifinali play-off scudetto          |
| Randaberg        | dettagli | Randaberg | Randaberghallen  | 3ª in Eliteserien; finale play-off scudetto              |
| ToppVolley Norge | dettagli | Suldal    | Suldalshallen    | -                                                        |
| Tromsø           | dettagli | Tromsø    | Tromsøhallen     | 1ª in Eliteserien; campione play-off scudetto            |
| Viking           | dettagli | Bergen    | Åsane Arena      | 7ª in Eliteserien; 1ª spareggio promozione-retrocessione |

## Torneo

### Regular season

#### Risultati
| Primo turno |                           |     |                            |
|             |                           |     |                            |
| 30-09       | Koll - Tromsø             | 3-1 | 25-15, 22-25, 26-24, 25-11 |
| 01-10       | Førde - NTNUI             | 3-0 | 25-16, 25-14, 25-14        |
| 01-10       | ToppVolley Norge - Lierne | 0-3 | 21-25, 17-25, 11-25        |
| 02-10       | KFUM Volda - Tromsø       | 3-1 | 25-19, 25-16, 20-25, 25-11 |
| 02-10       | Randaberg - Lierne        | 3-0 | 25-21, 25-21, 25-20        |
| 02-10       | Viking - NTNUI            | 3-0 | 25-19, 25-15, 26-24        |

| Secondo turno |                        |     |                                   |
|               |                        |     |                                   |
| 08-10         | NTNUI - Koll           | 1-3 | 25-20, 18-25, 6-25, 21-25         |
| 08-10         | Tromsø - Viking        | 2-3 | 17-25, 25-23, 25-17, 12-25, 13-15 |
| 08-10         | KFUM Volda - Randaberg | 0-3 | 13-25, 16-25, 21-25               |
| 09-10         | Førde - Randaberg      | 1-3 | 16-25, 25-23, 17-25, 19-25        |
| 09-10         | Lierne - Koll          | 3-1 | 28-26, 15-25, 26-24, 25-20        |

| Terzo turno |                    |     |                     |
|             |                    |     |                     |
| 15-10       | KFUM Volda - NTNUI | 3-0 | 25-13, 25-12, 25-11 |
| 15-10       | Tromsø - Randaberg | 0-3 | 16-25, 15-25, 15-25 |
| 16-10       | Tromsø - Lierne    | 0-3 | 20-25, 17-25, 24-26 |
| 16-10       | Koll - Førde       | 3-0 | 25-15, 25-20, 25-23 |

| Quarto turno |                               |     |                                   |
|              |                               |     |                                   |
| 22-10        | Randaberg - KFUM Volda        | 3-0 | 25-18, 25-19, 25-21               |
| 22-10        | Lierne - Førde                | 1-3 | 27-29, 25-23, 23-25, 23-25        |
| 23-10        | ToppVolley Norge - KFUM Volda | 0-3 | 12-25, 26-28, 17-25               |
| 23-10        | NTNUI - Førde                 | 2-3 | 25-19, 19-25, 16-25, 25-22, 14-16 |

| Quinto turno |                |     |                     |
|              |                |     |                     |
| 29-10        | NTNUI - Lierne | 0-3 | 24-26, 13-25, 11-25 |

| Sesto turno |                          |     |                                   |
|             |                          |     |                                   |
| 12-11       | Tromsø - Førde           | 3-1 | 26-24, 25-23, 20-25, 26-24        |
| 12-11       | Randaberg - NTNUI        | 3-0 | 25-10, 25-11, 25-16               |
| 12-11       | Viking - KFUM Volda      | 3-0 | 25-19, 27-25, 25-21               |
| 13-11       | ToppVolley Norge - NTNUI | 2-3 | 25-21, 18-25, 25-20, 13-25, 11-15 |

| Settimo turno |                           |     |                                   |
|               |                           |     |                                   |
| 26-11         | Randaberg - Viking        | 3-1 | 28-26, 21-25, 25-15, 25-17        |
| 26-11         | Lierne - Tromsø           | 3-0 | 25-22, 25-15, 25-19               |
| 26-11         | Førde - Koll              | 0-3 | 19-25, 15-25, 17-25               |
| 27-11         | NTNUI - Tromsø            | 3-2 | 22-25, 23-25, 25-14, 25-22, 15-10 |
| 27-11         | ToppVolley Norge - Viking | 0-3 | 13-25, 24-26, 19-25               |
| 27-11         | KFUM Volda - Koll         | 1-3 | 20-25, 16-25, 25-23, 21-25        |

| Ottavo turno |                         |     |                                   |
|              |                         |     |                                   |
| 10-12        | Lierne - KFUM Volda     | 2-3 | 14-25, 25-16, 17-25, 25-15, 13-15 |
| 10-12        | Randaberg - Koll        | 3-1 | 23-25, 25-17, 25-22, 25-16        |
| 10-12        | Førde - Tromsø          | 1-3 | 12-25, 27-25, 23-25, 23-25        |
| 11-12        | NTNUI - KFUM Volda      | 3-0 | 25-16, 25-22, 25-20               |
| 11-12        | ToppVolley Norge - Koll | 0-3 | 17-25, 13-25, 15-25               |
| 11-12        | Viking - Tromsø         | 2-3 | 25-23, 22-25, 22-25, 25-20, 14-16 |

| Nono turno |                   |     |                     |
|            |                   |     |                     |
| 17-12      | Koll - KFUM Volda | 3-0 | 25-20, 25-14, 25-20 |

| Decimo turno |                    |     |                     |
|              |                    |     |                     |
| 08-01        | Viking - Randaberg | 0-3 | 18-25, 18-25, 14-25 |

| Undicesimo turno |                          |     |                                   |
|                  |                          |     |                                   |
| 21-01            | Randaberg - Førde        | 3-0 | 25-21, 26-24, 25-12               |
| 21-01            | NTNUI - Viking           | 3-1 | 21-25, 26-24, 25-17, 25-17        |
| 21-01            | Tromsø - KFUM Volda      | 3-2 | 25-19, 21-25, 22-25, 25-17, 15-10 |
| 22-01            | ToppVolley Norge - Førde | 0-3 | 11-25, 24-26, 14-25               |
| 22-01            | Lierne - Viking          | 0-3 | 23-25, 19-25, 20-25               |

| Dodicesimo turno |                              |     |                     |
|                  |                              |     |                     |
| 28-01            | ToppVolley Norge - Randaberg | 0-3 | 12-25, 16-25, 20-25 |
| 29-01            | Koll - NTNUI                 | 3-0 | 25-16, 25-17, 25-20 |

| Tredicesimo turno |                     |     |                                   |
|                   |                     |     |                                   |
| 04-02             | KFUM Volda - Lierne | 3-2 | 20-25, 20-25, 25-20, 25-11, 15-8  |
| 05-02             | Førde - Lierne      | 3-2 | 25-20, 32-34, 17-25, 25-21, 15-11 |
| 05-02             | Koll - Viking       | 3-0 | 25-13, 27-25, 27-25               |

| Quattordicesimo turno |                  |     |                            |
|                       |                  |     |                            |
| 11-02                 | Viking - Lierne  | 3-1 | 25-17, 25-18, 23-25, 25-17 |
| 12-02                 | Koll - Randaberg | 0-3 | 23-25, 17-25, 26-28        |

| Quindicesimo turno |                |     |                            |
|                    |                |     |                            |
| 18-02              | Tromsø - NTNUI | 1-3 | 21-25, 22-25, 25-13, 20-25 |
| 19-02              | Viking - Førde | 3-1 | 25-19, 25-22, 22-25, 25-20 |
| 19-02              | Koll - Lierne  | 3-0 | 25-14, 25-17, 25-16        |

| Sedicesimo turno |                           |     |                                   |
|                  |                           |     |                                   |
| 26-02            | Førde - KFUM Volda        | 0-3 | 23-25, 27-29, 17-25               |
| 25-02            | ToppVolley Norge - Tromsø | 1-3 | 25-14, 22-25, 20-25, 20-25        |
| 25-02            | Lierne - NTNUI            | 3-2 | 21-25, 25-16, 25-17, 22-25, 15-13 |
| 25-02            | Viking - Koll             | 1-3 | 19-25, 17-25, 29-27, 18-25        |
| 25-02            | KFUM Volda - Førde        | 0-3 | 14-25, 22-25, 19-25               |
| 26-02            | Randaberg - Tromsø        | 3-0 | 25-23, 25-15, 25-10               |

| Diciassettesimo turno |                     |     |                            |
|                       |                     |     |                            |
| 04-03                 | NTNUI - Randaberg   | 1-3 | 25-15, 23-25, 23-25, 11-25 |
| 04-03                 | KFUM Volda - Viking | 3-1 | 25-23, 25-18, 23-25, 25-21 |
| 05-03                 | Lierne - Randaberg  | 0-3 | 13-25, 16-25, 23-25        |
| 05-03                 | Førde - Viking      | 0-3 | 17-25, 19-25, 19-25        |
| 05-03                 | Tromsø - Koll       | 1-3 | 25-21, 10-25, 24-26, 23-25 |

#### Classifica
| Pos. | Squadra          | Pt | G  | V  | P  | SV | SP | Ratio  | PF    | PS    | Ratio |
| ---- | ---------------- | -- | -- | -- | -- | -- | -- | ------ | ----- | ----- | ----- |
| 1.   | Randaberg        | 45 | 15 | 15 | 0  | 45 | 4  | 11,250 | 1 214 | 896   | 1,355 |
| 2.   | Koll             | 36 | 15 | 12 | 3  | 38 | 14 | 2,714  | 1 260 | 1 033 | 1,220 |
| 3.   | Viking           | 24 | 15 | 8  | 7  | 30 | 25 | 1,200  | 1 236 | 1 210 | 1,021 |
| 4.   | KFUM Volda       | 20 | 15 | 7  | 8  | 24 | 30 | 0,800  | 1 144 | 1 157 | 0,989 |
| 5.   | Lierne           | 20 | 15 | 6  | 9  | 26 | 30 | 0,867  | 1 196 | 1 220 | 0,980 |
| 6.   | Førde            | 16 | 15 | 6  | 9  | 22 | 32 | 0,688  | 1 181 | 1 228 | 0,962 |
| 7.   | Tromsø           | 15 | 15 | 5  | 10 | 23 | 37 | 0,622  | 1 218 | 1 366 | 0,892 |
| 8.   | NTNUI            | 15 | 15 | 5  | 10 | 21 | 36 | 0,583  | 1 099 | 1 269 | 0,866 |
|      |                  |    |    |    |    |    |    |        |       |       |       |
| 9.   | ToppVolley Norge | 1  | 8  | 0  | 8  | 3  | 24 | 0,125  | 481   | 650   | 0,740 |

      Qualificata alle semifinali dei play-off scudetto
      Qualificata ai quarti di finale dei play-off scudetto
      Qualificata allo spareggio promozione-retrocessione
      Retrocessa in 1. divsjon

### Play-off scudetto

#### Quarti di finale

##### Risultati
| Prima giornata |                     |     |                            |
|                |                     |     |                            |
| 17-03          | Viking - Førde      | 3-1 | 25-13, 22-25, 25-22, 25-22 |
| 17-03          | KFUM Volda - Lierne | 3-1 | 26-28, 25-21, 26-24, 25-18 |

| Seconda giornata |                    |     |                            |
|                  |                    |     |                            |
| 18-03            | Viking - Lierne    | 0-3 | 24-26, 21-25, 25-27        |
| 18-03            | KFUM Volda - Førde | 3-1 | 21-25, 25-18, 25-20, 25-14 |

| Terza giornata |                     |     |                            |
|                |                     |     |                            |
| 19-03          | Viking - KFUM Volda | 3-1 | 25-17, 25-13, 19-25, 25-14 |
| 19-03          | Lierne - Førde      | 0-3 | 22-25, 13-25, 18-25        |

##### Classifica
| Pos. | Squadra    | Pt | G | V | P | SV | SP | Ratio | PF  | PS  | Ratio |
| ---- | ---------- | -- | - | - | - | -- | -- | ----- | --- | --- | ----- |
| 1.   | KFUM Volda | 6  | 3 | 2 | 1 | 7  | 5  | 1,400 | 267 | 262 | 1,019 |
| 2.   | Viking     | 6  | 3 | 2 | 1 | 6  | 5  | 1,200 | 261 | 229 | 1,140 |
| 3.   | Førde      | 3  | 3 | 1 | 2 | 5  | 6  | 0,833 | 234 | 246 | 0,951 |
| 4.   | Lierne     | 3  | 3 | 1 | 2 | 4  | 6  | 0,667 | 222 | 247 | 0,899 |

      Qualificata alle semifinali dei play-off scudetto

#### Fase finale

##### Tabellone
|  | Semifinali | Semifinali | Semifinali | Semifinali | Semifinali |   |     | Finale    | Finale | Finale | Finale | Finale | Finale | Finale |  |
|  |            |            |            |            |            |   |     |           |        |        |        |        |        |        |  |
|  | 2qf        | Viking     | 3          | 0          | 1          |   |     |           |        |        |        |        |        |        |  |
|  | 2qf        | Viking     | 3          | 0          | 1          |   |     |           |        |        |        |        |        |        |  |
|  | 1rs        | Randaberg  | 0          | 3          | 3          |   |     |           |        |        |        |        |        |        |  |
|  | 1rs        | Randaberg  | 0          | 3          | 3          |   | 1rs | Randaberg | 1*     | 3      | 3      |        |        |        |  |
|  |            |            |            |            |            |   | 1rs | Randaberg | 1*     | 3      | 3      |        |        |        |  |
|  |            |            | 2rs        | Koll       | 0          | 0 | 1   |           |        |        |        |        |        |        |  |
|  | 1qf        | KFUM Volda | 2rs        | Koll       | 0          | 0 | 1   | 0         | 0      |        |        |        |        |        |  |
|  | 1qf        | KFUM Volda |            |            |            |   |     |           |        |        |        |        |        |        |  |
|  | 2rs        | Koll       | 3          | 3          |            |   |     |           |        |        |        |        |        |        |  |

* Vittoria assegnata in base al miglior posizionamento al termine della regular season

##### Risultati

###### Semifinali
| Gara 1 |                    |     |                     |
|        |                    |     |                     |
| 25-03  | Viking - Randaberg | 3-0 | 25-13, 28-26, 25-20 |
| 25-03  | KFUM Volda - Koll  | 0-3 | 10-25, 11-25, 15-25 |

| Gara 2 |                    |     |                     |
|        |                    |     |                     |
| 26-03  | Viking - Randaberg | 0-3 | 13-25, 19-25, 19-25 |
| 26-03  | KFUM Volda - Koll  | 0-3 | 17-25, 15-25, 10-25 |

| Gara 3 |                    |     |                            |
|        |                    |     |                            |
| 01-04  | Randaberg - Viking | 3-1 | 23-25, 25-20, 25-13, 25-14 |

###### Finale
| Gara 2 |                  |     |                     |
|        |                  |     |                     |
| 15-04  | Koll - Randaberg | 0-3 | 24-26, 16-25, 25-27 |

| Gara 3 |                  |     |                            |
|        |                  |     |                            |
| 16-04  | Koll - Randaberg | 1-3 | 19-25, 19-25, 26-24, 22-25 |

### Spareggio promozione-retrocessione

#### Risultati
| Partite |               |     |                                  |
|         |               |     |                                  |
| 21-04   | Tromsø - OSI  | 3-0 | 25-17, 25-23, 25-10              |
| 22-04   | Oslo - OSI    | 3-1 | 25-21, 18-25, 25-17, 25-17       |
| 23-04   | Tromsø - Oslo | 2-3 | 25-20, 22-25, 26-24, 18-25, 8-15 |

#### Classifica
| Pos. | Squadra | Pt | G | V | P | SV | SP | Ratio | PF  | PS  | Ratio |
| ---- | ------- | -- | - | - | - | -- | -- | ----- | --- | --- | ----- |
| 1.   | Oslo    | 5  | 2 | 2 | 0 | 6  | 3  | 2,000 | 202 | 179 | 1,128 |
| 2.   | Tromsø  | 4  | 2 | 1 | 1 | 5  | 3  | 1,667 | 174 | 159 | 1,094 |
| 3.   | OSI     | 0  | 2 | 0 | 2 | 1  | 6  | 0,167 | 130 | 168 | 0,774 |

      Ammessa alla Eliteserien 2023-24

## Classifica finale
| Pos                 | Squadra    | Qualificazione        |
| ------------------- | ---------- | --------------------- |
| Norvegia (bandiera) | Randaberg  | Challenge Cup 2023-24 |
| 2                   | Koll       |                       |
| 3                   | Viking     |                       |
| 4                   | KFUM Volda |                       |
| 5                   | Førde      |                       |
| 6                   | Lierne     |                       |
| 7                   | Tromsø     | 1. divisjon 2023-234  |
| 8                   | NTNUI      | 1. divisjon 2023-234  |

## Premi individuali
| Premio                 | Nome            | Squadra    |
| ---------------------- | --------------- | ---------- |
| MVP                    | Renate Bjerland | Koll       |
| Miglior palleggiatrice | Live Sørbø      | Randaberg  |
| Miglior opposto        | Tuva Aarrestad  | Randaberg  |
| Miglior schiacciatrice | Renate Bjerland | Koll       |
| Miglior schiacciatrice | Wilde Jakobsen  | Randaberg  |
| Miglior centrale       | Karoline Nore   | Randaberg  |
| Miglior centrale       | Malin Skeie     | Viking     |
| Miglior libero         | Maria Skårdal   | Koll       |
| Miglior allenatore     | Espen Sørbø     | Randaberg  |
| Giovane dell'anno      | Edna Todorova   | KFUM Volda |

## Statistiche
| Rendimento individuale | Rendimento individuale | Rendimento individuale | Rendimento individuale |
| Pos.                   | Nome                   | Punti                  | Squadra                |
| ---------------------- | ---------------------- | ---------------------- | ---------------------- |
| 1                      | Wilde Jakobsen         | 312                    | Randaberg              |
| 2                      | Grethe Tuft Soltvedt   | 304                    | Viking                 |
| 3                      | Josefine Øines         | 295                    | Viking                 |
| 4                      | Tuva Aarrestad         | 294                    | Randaberg              |
| 5                      | Ralica Georgieva       | 286                    | KFUM Volda             |
| 6                      | Renate Bjerland        | 267                    | Koll                   |
| 7                      | Arjola Prenga          | 237                    | Lierne                 |
| 8                      | Danielle Groenendijk   | 233                    | Tromsø                 |
| 9                      | Frida Eklöf-Flugstad   | 223                    | Førde                  |
| 10                     | Karoline Fauske        | 216                    | Koll                   |

| Attacchi vincenti | Attacchi vincenti    | Attacchi vincenti | Attacchi vincenti |
| Pos.              | Nome                 | Punti             | Squadra           |
| ----------------- | -------------------- | ----------------- | ----------------- |
| 1                 | Grethe Tuft Soltvedt | 268               | Viking            |
| 2                 | Wilde Jakobsen       | 266               | Randaberg         |
| 3                 | Tuva Aarrestad       | 260               | Randaberg         |
| 4                 | Josefine Øines       | 249               | Viking            |
| 5                 | Ralica Georgieva     | 245               | KFUM Volda        |
| 6                 | Renate Bjerland      | 205               | Koll              |
| 7                 | Danielle Groenendijk | 203               | Tromsø            |
| 8                 | Frida Eklöf-Flugstad | 200               | Førde             |
| 9                 | Arjola Prenga        | 199               | Lierne            |
| 10                | Edna Todorova        | 191               | KFUM Volda        |

| Muri vincenti | Muri vincenti          | Muri vincenti | Muri vincenti |
| Pos.          | Nome                   | Punti         | Squadra       |
| ------------- | ---------------------- | ------------- | ------------- |
| 1             | Daryna Stužuk          | 49            | Randaberg     |
| 2             | Madelen Dahl-Sigurdsen | 45            | Tromsø        |
| 3             | Eyrún Einarsdóttir     | 42            | NTNUI         |
| 4             | Malin Skeie            | 37            | Viking        |
| 5             | Karoline Nore          | 35            | Randaberg     |
| 6             | Hedda Øvereng          | 32            | KFUM Volda    |
| 7             | Selma Hodne            | 31            | Koll          |
| 8             | Ane Aastebøl           | 29            | Koll          |
| 8             | Renate Bjerland        | 29            | Koll          |
| 10            | Astrid Lid             | 28            | Førde         |

| Battute vincenti | Battute vincenti | Battute vincenti | Battute vincenti |
| Pos.             | Nome             | Punti            | Squadra          |
| ---------------- | ---------------- | ---------------- | ---------------- |
| 1                | Renate Bjerland  | 33               | Koll             |
| 2                | Kine Gjertsås    | 30               | Lierne           |
| 3                | Ralica Georgieva | 29               | KFUM Volda       |
| 3                | Silje Holand     | 29               | Lierne           |
| 5                | Rebekka Bahr     | 28               | Koll             |
| 5                | Karoline Fauske  | 28               | Koll             |
| 7                | Maria Dahl       | 26               | Randaberg        |
| 7                | Irina Djuric     | 26               | Førde            |
| 7                | Josefine Øines   | 26               | Viking           |
| 10               | Hedda Øvereng    | 25               | KFUM Volda       |